# Hope and Glory
Hope and Glory (Alternativtitel: Hoffnung und Ruhm und Hope and Glory – Der Krieg der Kinder) ist ein britisches Filmdrama aus dem Jahr 1987.

## Handlung
Der Film erzählt die Geschichte der britischen Rowan-Familie, die in einem Vorort von London am Beginn des Zweiten Weltkriegs lebt. Die Familie besteht aus den Kindern Bill, Sue und Dawn und den Eltern Grace und Clive. Der neunjährige Bill erlebt, wie sein Vater an die Front muss und seine Mutter dafür sorgt, dass immer etwas zu essen da ist. Als die ersten Bomben fallen, erlebt er dies in einer Mischung von Faszination und Schrecken. Die Familie rückt durch die Not enger zusammen. Die Schwester Dawn verliebt sich in einen kanadischen Soldaten und wird von diesem schwanger. Bill nutzt die Trümmer als Abenteuerspielplatz. Als kurz vor Ferienende die Schule getroffen wird, jubeln die Kinder, und Bill ist überglücklich.

## Kritiken
„Ein autobiografisch gefärbter Film, der die Gratwanderung zwischen Freude und Trauer, Dramatik und Komik sicher meistert; zugleich eine liebevolle, exzellent fotografierte Chronik, die vorzügliche Unterhaltung bietet.“

„Heiter-besinnliche Komödie, in der Meisterregisseur John Boorman (‚Der Smaragdwald‘) mit liebevollem Blick von seiner Kindheit während des Krieges erzählt. Dieser perfekt inszenierte Glücksfall von einem Film versteht es, Dramatisches und Komisches unnachahmlich zu verschmelzen. Mit dem ‚Golden Globe‘ ausgezeichnet und für fünf ‚Oscars‘ nominiert.“

„Fazit: Ironisch-menschlicher Blick auf den Krieg“

## Auszeichnungen und Nominierungen
Der Film erhielt den Golden-Globe-Award für den Besten Film (Komödie/Musical). Nominiert war er außerdem für die Beste Regie sowie das Beste Drehbuch. Außerdem erhielt er fünf Oscar-Nominierungen in den Kategorien Bester Film, Beste Regie, Szenenbild, Beste Kamera und Original-Drehbuch.
Die Deutsche Film- und Medienbewertung FBW in Wiesbaden verlieh dem Film das Prädikat wertvoll.
Das British Film Institute wählte Hope and Glory im Jahr 1999 auf Platz 90 der besten britischen Filme aller Zeiten.